# Jamie Raskin
Jamin Ben Raskin (født 13. december 1962 i Washington D.C., USA), bedre kendt som Jamie Raskin, er en amerikansk, demokratisk politiker og siden 2017 medlem af Repræsentanternes Hus i USA for Marylands 8. distrikt. Fra 2007 til 2016 var han medlem af Staten Marylands Senat. Raskin var på vegne af Repræsentanternes Hus den ledende anklager i Den anden rigsretssag mod Donald J. Trump, der blev indledt som konsekvens af stormen på Kongressen i 2021.
Raskin blev født i Washington D.C., USA, af jødiske forældre. Raskins mor, Barbara, var journalist, og Raskins far, Marcus, var rådgiver i Det Nationale Sikkerhedsråd under John F. Kennedy. Jamie Raskin selv blev uddannet Bachelor of Arts i statskundskab og politisk teori fra Harvard College og har en juridisk kandidat fra Harvard Law School. Inden sin politiske karriere var Raskin professor i konstitutionel ret ved American Universitys Washington College of Law, og han har udgivet en række bøger om den føderale højesteret og amerikansk ret.